# كريس كوب
كريس كوب (بالإنجليزية: Chris Cope) هو لاعب تايكوندو أمريكي، ولد في 5 مارس 1983 في كارمل فالي في الولايات المتحدة.

## وصلات خارجية
- كريس كوب على موقع شيردوغ (الإنجليزية)